# Episema moralesi
Episema moralesi là một loài bướm đêm trong họ Noctuidae.